# 加藤三七子
加藤 三七子（かとう みなこ、1925年〈大正14年〉4月27日 - 2005年〈平成17年〉4月5日）は、兵庫県出身の俳人。龍野生まれ、龍野高等女学校卒。1959年、「かつらぎ」に入会し阿波野青畝に師事。1977年「黄鐘（おうじき）」を創刊。1998年、 『朧銀集』により第38回俳人協会賞受賞。代表句に「抱擁を解くが如くに冬の涛」など。客観写生を学びつつも、王朝文学の気風に通うような情趣のある句を詠んだ。句集に『萬華鏡』『華鬘』『蛍籠』『朧銀集』『兎結び』。2005年4月5日、心不全により死去。79歳。